# Iglesia de San Antonio (Barraza)
La Iglesia de San Antonio es un templo católico ubicado en la localidad de Barraza, Región de Coquimbo, Chile. Construido entre los años 1795 y 1800, diseñada y proyectada por el arquitecto Joaquín Toesca, fue declarada Monumento Histórico mediante el Decreto Supremo n.º 1025, del 14 de diciembre de 1977.

## Historia
El capitán Antonio Barraza construyó la primera capilla, alrededor de la cual se estableció el poblado. Esta primera construcción fue destruida en 1690, por una crecida del río Limarí.
En 1794 fue proyectada una nueva iglesia por Joaquín Toesca, que se construyó entre los años 1795 y 1800. A fines del siglo xix fue construida una capilla lateral denominada capilla de hombres. En 1872 la torre de adobe, que se ubicaba a un costado del templo, fue sustituida por una torre de madera, colocada en el frontis.
El terremoto de 1997 dejó a la iglesia con daños estructurales, por lo que fue reparada entre los años 2000 y 2003. Ese mismo año fue inaugurado el nuevo sistema de iluminación.

## Descripción
De estilo neoclásico, presenta una planta de cruz latina y una nave principal. Los muros son de albañilería de adobe y el techo es artesonado. En su altares destacan las imágenes de san Antonio de Padua, la Virgen del Carmen y un Cristo de tamaño natural.